# Karol Lipiński
Karol Józef Lipiński (født 30. oktober 1790 i Radzyń Podlaski ved Lublin, død 16. december 1861 i Lwów, (siden 1991 Ukraine)) var en polsk violinist, komponist og dirigent.

## Karriere
Lipiński ledte fra 1811 de filharmoniske koncerter – kaldet "musikakademiet" – i Lwów, hvor han to år senere blev udnævnt til koncertmester og orkesterdirektør. Han dirigerede ligesom Johann Strauss med violinen i hånden. I 1820 rejste han til Berlin og mødte bl.a. Robert Schumann og Louis Spohr. Fra 1840 var han første koncertmester ved det kongelige kapel i Dresden. Denne stilling beholdt han til sin død. Inden da havde han skabt sig et navn som violinsolist i hele Europa. Han var trods et direkte konkurrenceforhold nær ven med den berømte violinvirtuos, Niccolò Paganini. De optrådte sammen i dobbeltkoncerter, og Lipiński tilegnede Paganini sit opus 10.

## Værker (udvalg)
- op.2: Siciliano for violin og orkester
- op.10: 3 Capricer for soloviolin tilegnet Niccoló Paganini
- op.11: Variationer over et tema fra operaen Askepot af Rossini for violin og orkester
- op.12: Trio A-dur for 2 violiner og cello
- op.13: Rondo alla Polacca for violin, klaver og orkester E-dur
- op.14: 1. Koncert for violin og orkester fis-Moll
- op.21: 2. Koncert for violin og orkester D-dur
- op.24: 3. Koncert for violin og orkester e-Moll
- op.32: 4. Koncert for violin og orkester A-Dur